# سویز
سویز، روستایی است از توابع بخش مرکزی شهرستان داورزن در استان خراسان رضوی ایران.این روستا دارای امکانات معمولی و هر ساله در عید روستا بسیار شلوغ می شود.

## جمعیت
این روستا در دهستان مزینان قرار داشته و بر اساس سرشماری سال ۱۳۸۵ جمعیت آن ۲۷۲ نفر (۹۷ خانوار)
بوده‌است.